# XX unbekannt
XX unbekannt (englischer Originaltitel: X The Unknown) ist eine britische Mischung aus Science-Fiction- und Horrorfilm. Der in Schwarzweiß unter der Regie von Leslie Norman gedrehte Film aus dem Jahr 1956 ist eine Produktion der britischen Hammer Films.

## Handlung
Soldaten üben in Schottland in der Nähe von Glasgow den Gebrauch von Geigerzählern. Sie sollen einen Container mit schwacher Strahlung finden. Der Soldat Lansing entdeckt eine weitere stärkere Strahlungsquelle, an der das Grundwasser zu kochen beginnt. Die anderen Soldaten weichen zurück, doch eine Explosion tötet Lansing und verletzt einen weiteren Soldaten schwer. Am Explosionsort hat sich ein Y-förmiger Riss im Boden gebildet, in dem man keinen Grund erkennen kann. Aus einem nahen Nuklearlabor wird Dr. Royston zur Untersuchung der Geschehnisse beauftragt.
Eines Abends ist der Junge Willie auf dem Weg durch ein Sumpfgelände zu einem Turm, den er als Mutprobe aufsuchen soll. Er entdeckt etwas Entsetzliches bei einer Ruine, weigert sich aber, mit seinem auf ihn wartenden Freund darüber zu sprechen, und läuft weg. Der Junge bricht zusammen und wird in ein Krankenhaus gebracht. Da er sich radioaktive Verbrennungen zugezogen hat, wird Dr. Royston zugezogen. Royston befragt den anderen Jungen, der ihn auf den Turm hinweist. Dort trifft Royston auf den Schnapsbrenner Old Tom, in dessen Kammer er ein Probefläschchen aus seinem Labor findet. Royston eilt zu seinem Labor und findet es verwüstet vor, wobei er feststellt, dass nichts mehr Radioaktivität ausstrahlt, genau wie an der Explosionsstelle.
Die königliche Atomaufsichtsbehörde schickt Inspector McGill nach Schottland, der sich dem Laborleiter Dr. Elliot vorstellt. Royston ist für die Hilfe dankbar, zumal er sich mit dem Beamten gut versteht. Royston und McGill fahren zum Krankenhaus. Dort werden sie vom Tod des kleinen Willie unterrichtet. Willies Vater, Jack Harding, streitet sich mit Royston über Sinn und Zweck der Wissenschaften. Zur gleichen Zeit ziehen sich die Krankenschwester Zena und Dr. Unwin zu einem Schäferstündchen in den Röntgenraum zurück. Das Röntgengerät schaltet sich überraschenderweise ein. Dr. Unwin will nachschauen und wird von einem Ausbruch Radioaktivität getötet. Royston und McGill finden heraus, dass auch hier alle Strahlung verschwunden ist.
Zwei Soldaten, Haggis und Webb, sind zur Bewachung des Risses abkommandiert. Die beiden sind gelangweilt, als die Spalte zu glühen beginnt. Haggis will der Sache auf den Grund gehen. Webb hört Haggis aufschreien und eilt hin, findet aber nur noch das Gewehr seines Kameraden. Dann wird auch Webb von einem radioaktiven Blitz getroffen und getötet. Royston, McGill und Major Cartwright untersuchen die Stelle, finden aber nur noch eine Dienstmütze. Bei einer Krisensitzung unterbreitet Royston seine Theorie. Seiner Meinung nach handele es sich um eine unbekannte Lebensform, die sich im Erdinneren gebildet habe. Er glaubt, es handele sich um eine Lebensform aus reiner Energie, die sich von Energie ernähre. Jetzt, wo die Menschheit die Atomkraft entdeckt habe und auch nutzt, würde sich das Energiewesen natürlich von der Strahlung ernähren und dadurch immer mehr Kraft und Größe entwickeln. Während Direktor Elliot die Theorie als Unsinn abtut, schließen sich McGill und der Major dem Wissenschaftler an.
Royston will mehr Anhaltspunkte gewinnen, die Erdspalte muss genauer untersucht werden. Dazu wird Roystons Assistent, Peter Elliot, der Sohn des Direktors, mit einem Geigerzähler in die Spalte abgeseilt. Peter findet die Überreste der beiden Wachsoldaten und bemerkt, nachdem sein Geigerzähler ausgeschlagen hat, das Glühen. Sofort wird er hochgezogen und er bleibt unverletzt. Der Major will nun die Spalte mit Flammenwerfern und Sprengladungen beschießen, danach soll sie zubetoniert werden. Royston ist skeptisch; er glaubt, dass die Lebensform sich wie Schlamm verhält.
Dr. Elliot hat sich mittlerweile bei der Atomaufsichtsbehörde über Royston beklagt. McGill wird abgezogen, wird aber vorher noch Zeuge von Roystons Waffe. Es handelt sich dabei um einen hochfrequenten Ton, der radioaktive Moleküle neutralisieren soll. Allerdings muss die Waffe noch getestet werden, unterdessen wird die Spalte zubetoniert. Dennoch kann die Lebensform lavastromähnlich die Oberfläche erreichen, sie ist in der Tat schlammförmig. Royston will nun das Lebewesen mit radioaktivem Material anlocken, dazu holt er sich aus dem Labor Kobalt. McGill telefoniert indessen auf einer Polizeistation mit seinen Vorgesetzten und bekommt einen Notruf über einen Autounfall mit, bei dem die Insassen geschmolzen seien. McGill unterbricht sein Telefonat und eilt zur Unglücksstelle. Der Anblick macht McGill klar, dass die Lebensform entkommen ist.
Royston entdeckt, dass der Unfallort sich genau auf einer Linie zwischen dem Labor und der Spalte befindet. Die Lebensform dringt kurz darauf in das Labor ein, tötet einen Wachmann und ernährt sich von dem gelagerten strahlenden Material. Danach kehrt die Lebensform wieder zurück zur Spalte. Die Strecke dorthin wird von Militär und Polizei geräumt, ein nahes Dorf evakuiert. Doch das Lebewesen ändert seinen Kurs in Richtung des Dorfes. Hier wurde ein kleines Mädchen in einer Kirche vergessen. Der Vikar der Kirche kann das Mädchen jedoch in letzter Sekunde retten.
Royston warnt, dass die Kreatur Strahlung auch auf größere Entfernung hin orten könne. Ein naher Atomreaktor könne das nächste Ziel sein, doch dazwischen liege die Stadt Inverness. Royston experimentiert mit seinem Neutralisator, der zu funktionieren scheint, jedoch kurz darauf explodiert. Bei der Spalte haben Militäreinheiten zeitgleich Antennen installiert, die die hochfrequenten Töne in die Spalten leiten sollen. Außerdem soll nah an der Spalte ein Jeep mit einer Ladung Kobalt geparkt werden. Der Fahrer ist zu nervös um zu starten, also übernimmt Peter Elliot das Steuer und fährt den Jeep bis an die Spalte. Mit dem Kobalt lockt Peter das Lebewesen zwischen die Antennen. Die Kreatur explodiert.

## Kritiken
Das Lexikon des internationalen Films bezeichnete den Film als trivialen Gruselfilm, der formal anspruchslos und für den „schnellen Verzehr“ gedacht sei. Jedoch habe er im Hintergrund einen interessanten Kommentar zur damaligen Furcht vor atomarem Missbrauch.
Das Magazin TimeOut London befand, der Film sei wertlos für Leute, die keine Horror- oder Science-fiction-Filme mögen. Doch spiegele er in vielfacher Weise die Atmosphäre Großbritanniens in den späten 50er Jahren effektiver wider als die meisten seriösen Dokumentationen.
Dennis Schwartz vom Onlineportal Ozus’ World schrieb, der Film sei trotz seiner absurden Geschichte ein überraschend unterhaltsamer Film, der nicht zum Tod der Gehirnzellen des Zuschauers führe, auch wenn er ein wertloser B-Science-fiction-Film sei.
„… Mit Erfindungsreichtum wird hier eine durchaus fesselnde Geschichte erzählt, die aber völlig unglaubwürdig ist.“ (Variety, zitiert nach Hahn/Jansen, Lexikon des Science Fiction Films).

## Hintergrund
Uraufgeführt wurde der Film am 5. Mai 1956 in Großbritannien. In Deutschland erschien er am 22. Oktober 1957 in den Kinos.
Jimmy Sangster legte für den Film sein erstes Spielfilmscript vor.
Der ursprüngliche Regisseur war Joseph Losey, der seine Arbeit unter dem Pseudony Joseph Walton begann. Nach einer Woche musste Losey krankheitsbedingt durch Leslie Norman ersetzt werden. Zwischen Norman und den Leuten vor und hinter der Kamera gab es dann viele Probleme, so dass Norman danach nie wieder für Hammer arbeitete.
Die Spezialeffekte stammen von Jack Curtis und Bowie Margutti Ltd.